# Hellenolacerta graeca
Lacerta graeca là một loài thằn lằn trong họ Lacertidae. Loài này được Bedriaga mô tả khoa học đầu tiên năm 1886.